# Продукција Ливада
Продукција „Ливада” је хрватска продукцијска кућа, основана 2005. године, која се бави аудио и видео продукцијом. У власништву је -а.
Од 2006. године, Ливада ради хрватске синхронизације за све Disney филмове и ТВ серије, уз пар изузетака што се тиче ТВ серија. Неко време су радили синхронизације за 20th Century Fox, Universal и остале, мање познате студије, међутим, у задње време, поред Disney, углавном раде синхронизације само за Sony Pictures. Од 2011. године Ливада је задужена и за српске званичне синхронизације Disney филмова. Раније су синхронизације снимане у студијима Моби и Вочаут, међутим од 2015. године, Ливада продукција има сопствени студио у Београду под називом Ливада Београд, којим руководи Срђан Чолић.

## Српске синхронизације
| Година | Наслов                                         |
| ------ | ---------------------------------------------- |
| 2012.  | Краљ лавова                                    |
| 2012.  | Храбра Мерида                                  |
| 2012.  | Пепељуга                                       |
| 2012.  | Звончица и тајна крила                         |
| 2012.  | Разбијач Ралф                                  |
| 2013.  | Авиони                                         |
| 2013.  | Залеђено краљевство                            |
| 2013.  | Хватај коња!                                   |
| 2014.  | Авиони 2: Храбри ватрогасци                    |
| 2014.  | Град хероја                                    |
| 2014.  | Звончица и вила гусарка                        |
| 2015.  | Грозница залеђеног краљевства                  |
| 2015.  | Звончица и чудовиште из Недођије               |
| 2015.  | Лава                                           |
| 2015.  | У мојој глави                                  |
| 2015.  | Сунђер Боб Коцкалоне филм: Сунђер на сувом     |
| 2016.  | Angry Birds филм                               |
| 2016.  | Вајана                                         |
| 2016.  | Добри диносаурус                               |
| 2016.  | Зоотрополис — град животиња                    |
| 2016.  | У потрази за Дори                              |
| 2017.  | Аутомобили 3                                   |
| 2017.  | Залеђено краљевство: Празник с Олафом          |
| 2017.  | Коко                                           |
| 2017.  | Лепотица и звер (2017)                         |
| 2017.  | Прича о играчкама из давних времена            |
| 2017.  | Страшна прича о играчкама                      |
| 2017.  | Штрумпфови: Скривено село                      |
| 2018.  | Невиђени 2                                     |
| 2018.  | Ралф растура интернет                          |
| 2018.  | Спајдермен: Нови свет                          |
| 2019.  | Angry Birds филм 2                             |
| 2019.  | Аладин (2019)                                  |
| 2019.  | Грдана — Господарица зла                       |
| 2019.  | Дамбо (2019)                                   |
| 2019.  | Залеђено краљевство 2                          |
| 2019.  | Краљ лавова (2019)                             |
| 2019.  | Покахонтас                                     |
| 2019.  | Покахонтас 2: Путовање у Нови свет             |
| 2019.  | Прича о играчкама 4                            |
| 2019.  | Снежана и седам патуљака                       |
| 2019.  | У потрази за Немом                             |
| 2019.  | Томас и другари                                |
| 2020.  | Капетан Сабљозуби и магични дијамант           |
| 2020.  | Напред                                         |
| 2020.  | Град хероја: Серија                            |
| 2020.  | Златокоса и разбојник: Пре срећног краја       |
| 2020.  | Златокоса и разбојник: Серија                  |
| 2020.  | Ратови звезда: Ратови клонова                  |
| 2020.  | Лило и Стич: Серија                            |
| 2020.  | Ратови звезда: Побуњеници                      |
| 2020.  | Бен 10                                         |
| 2020.  | Бен 10 против Универзума: Филм                 |
| 2020.  | Скуби-Ду је то и погоди још ко                 |
| 2020.  | Лењи Град                                      |
| 2020.  | Господин Магу                                  |
| 2020.  | Тролови: Светска турнеја                       |
| 2020.  | Врхунски Спајдермен                            |
| 2020.  | Моћни Играчи                                   |
| 2020.  | Јабука и Лук                                   |
| 2021.  | Мали титани напред!                            |
| 2021.  | Раја и последњи змај                           |
| 2021.  | Душа                                           |
| 2021.  | Гамболов чудесни свет                          |
| 2021.  | Острво Летњи Камп                              |
| 2021.  | Раја и последњи змај                           |
| 2021.  | Мичелови против машина                         |
| 2021.  | Маш-Маш и Печуркићи                            |
| 2021.  | Лука                                           |
| 2021.  | Крег са потока                                 |
| 2021.  | Стивен Универс: Будућност                      |
| 2021.  | Зекула                                         |
| 2021.  | Мао Мао: Хероји чистог срца                    |
| 2021.  | Само храбро, Скуби-Ду!                         |
| 2021.  | Непоправљиви Рон                               |
| 2021.  | Џелистоун!                                     |
| 2021.  | Лего Нинџаго                                   |
| 2021.  | Алиса и Луис                                   |
| 2021.  | Рогомаца!                                      |
| 2021.  | Режање громо-мачака                            |
| 2021.  | Зец Петар: Скок у авантуру                     |
| 2022.  | Уврнуте трке                                   |
| 2022.  | Нинџаго: Острво                                |
| 2022.  | Јаба даба диносауруси                          |
| 2022.  | Бесконачни воз                                 |
| 2022.  | Баз Светлосни                                  |
| 2022.  | Паук Лукас                                     |
| 2022.  | Лего Монкие Кид                                |
| 2022.  | Чудесни свет                                   |
| 2022.  | Превари или почасти, Скуби-Ду!                 |
| 2022.  | Warped                                         |
| 2022.  | Семи и Раџ путују кроз време                   |
| 2023.  | Мала сирена                                    |
| 2023.  | Зове се Леј-Леј                                |
| 2023.  | Ратница Жада                                   |
| 2024.  | Било једном у студију                          |
| 2024.  | Херој изнутра                                  |
| 2024.  | Веселе недеље                                  |
| 2024.  | Супершпијунке                                  |
| 2025.  | Принцеза коју је отео змај који отима принцезе |